# Arantxa Sánchez Vicario
Aránzazu „Arantxa” Isabel María Sánchez Vicario (Barcelona, 1971. december 18. –) egyéniben és párosban is egykori világelső, kétszeres olimpiai ezüst- és bronzérmes, párosban kétszeres év végi világbajnok, ötszörös Fed-kupa- és kétszeres Hopman-kupa-győztes, visszavonult hivatásos spanyol teniszező. Egyéniben 12, párosban 111 hétig vezette a világranglistát.
12 egyéni Grand Slam döntőbe jutott be, amiből négyet tudott megnyerni (Roland Garros – 1989, 1994, 1998; US Open – 1994). Legalább kétszer bejutott a döntőbe mind a négy nagy tornán. Párosban 6, vegyes párosban 4 Grand Slam-címet gyűjtött be. Karrierje során 29 egyéni és 69 páros WTA tornát nyert meg.
Vezetésével Spanyolország ötször diadalmaskodott a Fed-kupán: 1991, 1993, 1994, 1995, 1998. Ő minden idők legeredményesebb játékosa ezen a versenyen. Öt olimpián szerepelt 1988 és 2004 között, két ezüst és két bronzérmet szerzett. Ő a tenisztörténelem egyik legjobb védekező játékosa, eltökéltsége és küzdeni tudása legendás volt.
Két bátyja, Emilio és Javier is profi teniszezők voltak a '80-as, '90-es években.
2007-ben a teniszhírességek csarnokának (International Tennis Hall of Fame) tagjai közé választották.

## Grand Slam-döntői

### Egyéni

#### Győzelmei (4)
| Év   | Helyszín      | Ellenfél a döntőben | Eredmény a döntőben |
| 1989 | Roland Garros | Steffi Graf         | 7–6, 3–6, 7–5       |
| 1994 | Roland Garros | Mary Pierce         | 6–4, 6–4            |
| 1994 | US Open       | Steffi Graf         | 1–6, 7–6, 6–4       |
| 1998 | Roland Garros | Szeles Mónika       | 7–6, 0–6, 6–2       |

#### Elvesztett döntői (8)
| Év   | Helyszín        | Ellenfél a döntőben | Eredmény a döntőben |
| 1991 | Roland Garros   | Szeles Mónika       | 6–3, 6–4            |
| 1992 | US Open         | Szeles Mónika       | 6–3, 6–3            |
| 1994 | Australian Open | Steffi Graf         | 6–0, 6–2            |
| 1995 | Australian Open | Mary Pierce         | 6–3, 6–2            |
| 1995 | Roland Garros   | Steffi Graf         | 7–5, 4–6, 6–0       |
| 1995 | Wimbledon       | Steffi Graf         | 4–6, 6–1, 7–5       |
| 1996 | Roland Garros   | Steffi Graf         | 6–3, 6–7, 10–8      |
| 1996 | Wimbledon       | Steffi Graf         | 6–3, 7–5            |

### Páros

#### Győzelmei (6)
| Év   | Helyszín        | Partner       | Ellenfelei a döntőben                | Eredmény a döntőben |
| 1992 | Australian Open | Helena Suková | Mary Joe Fernández Zina Garrison     | 6–4, 7–6            |
| 1993 | US Open         | Helena Suková | Amanda Coetzer Ines Gorrochategui    | 6–4, 6–2            |
| 1994 | US Open         | Jana Novotná  | Katerina Maleeva Robin White         | 6–3, 6–3            |
| 1995 | Australian Open | Jana Novotná  | Gigi Fernández Natallja Zverava      | 6–3, 6–7, 6–4       |
| 1995 | Wimbledon       | Jana Novotná  | Gigi Fernández Natallja Zverava      | 5–7, 7–5, 6–4       |
| 1996 | Australian Open | Chanda Rubin  | Lindsay Davenport Mary Joe Fernández | 7–5, 2–6, 6–4       |

#### Elvesztett döntői (5)
| Év   | Helyszín        | Partner            | Ellenfél a döntőben             | Eredmény a döntőben |
| 1992 | Roland Garros   | Conchita Martínez  | Gigi Fernández Natallja Zverava | 6–3, 6–2            |
| 1994 | Roland Garros   | Jana Novotná       | Gigi Fernández Natallja Zverava | 6–7, 6–4, 7–5       |
| 1994 | Wimbledon       | Jana Novotná       | Gigi Fernández Natallja Zverava | 6–4, 6–1            |
| 1996 | US Open         | Jana Novotná       | Gigi Fernández Natallja Zverava | 1–6, 6–1, 6–4       |
| 2002 | Australian Open | Daniela Hantuchová | Anna Kurnyikova Martina Hingis  | 6–2, 6–7, 6–1       |

### Vegyes páros

#### Győzelmei (4)
| Év   | Helyszín        | Partner         | Ellenfél a döntőben           | Eredmény a döntőben |
| 1990 | Roland Garros   | Jorge Lozano    | Nicole Provis Danie Visser    | 7–6, 7–6            |
| 1992 | Roland Garros   | Mark Woodforde  | Lori McNeil Bryan Shelton     | 6–2, 6–3            |
| 1993 | Australian Open | Todd Woodbridge | Zina Garrison Rick Leach      | 7–5, 6–4            |
| 2003 | US Open         | Jared Palmer    | Anna Kurnyikova Makszim Mirni | 6–4, 6–3            |

#### Elvesztett döntői (4)
| Év   | Helyszín        | Partner            | Ellenfél a döntőben          | Eredmény a döntőben |
| 1989 | Roland Garros   | Horacio de la Peña | Manon Bollegraf Tom Nijssen  | 6–3, 6–7, 6–2       |
| 1991 | US Open         | Emilio Sánchez     | Manon Bollegraf Tom Nijssen  | 6–2, 7–6            |
| 1992 | Australian Open | Todd Woodbridge    | Nicole Provis Mark Woodforde | 6–3, 4–6, 11–9      |
| 2000 | Australian Open | Todd Woodbridge    | Jared Palmer Rennae Stubbs   | 7–5, 7–6            |